# پیتزا زغالی

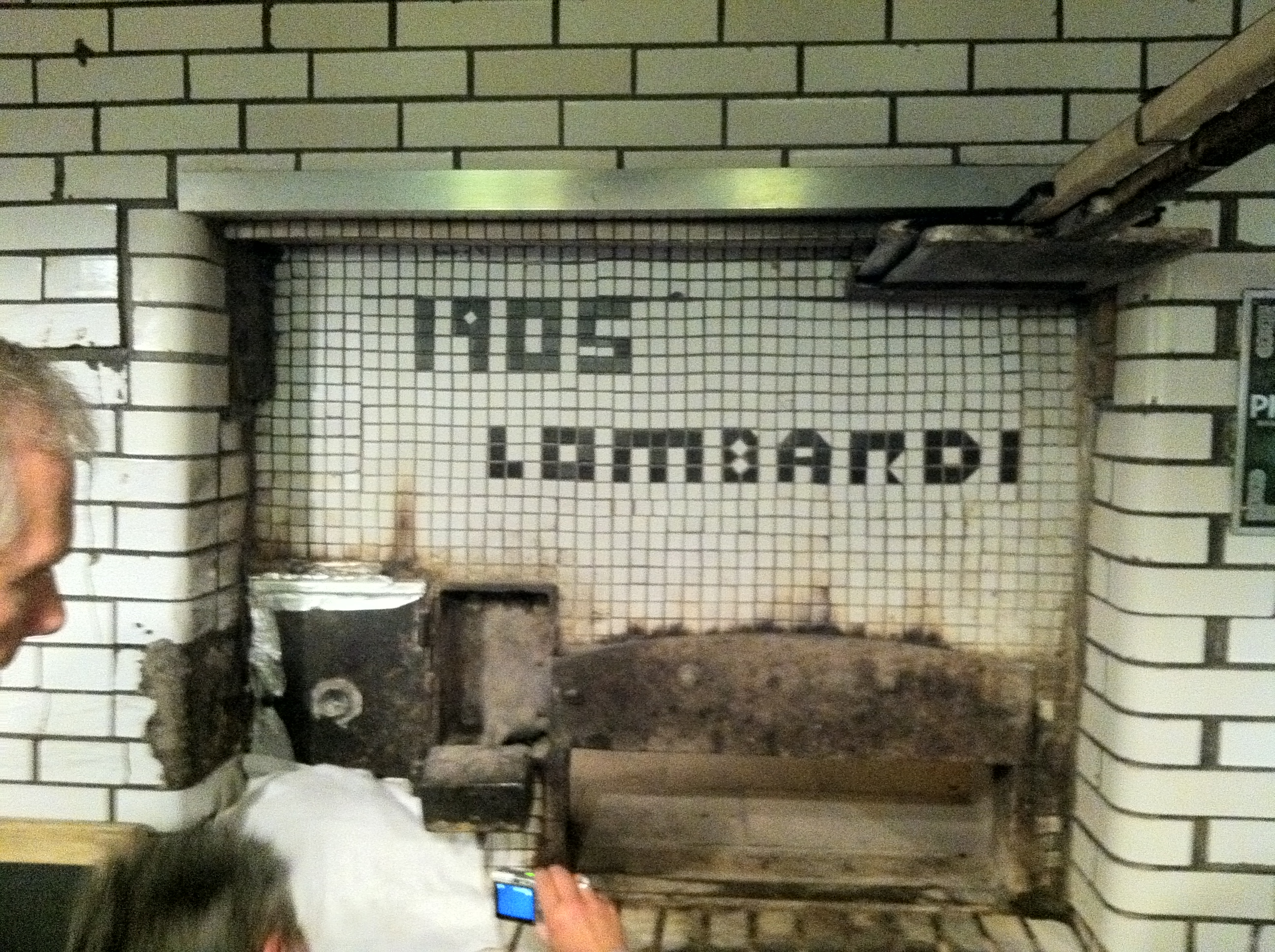
فر پیتزا زغالی در پیتزای لومباردی در منهتن

پیتزا زغالی (به انگلیسی: Coal-fired pizza) نوعی پیتزا در ایالات متحده است که با کمک فر گرم شده با زغال سنگ تهیه می‌شود. پیتزای زغالی به‌خصوص در سبک نیویورک و سبک نیوهون در فرهای پیتزای زغال سنگی پخته می‌شوند. یک فر زغال سنگی می‌تواند به ۹۰۰ درجه فارنهایت (۴۸۲ درجه سلسیوس) برسد و یک پای طی دو تا سه یا پنج دقیقه بپزد.